# Filipów (Podlachië)
Filipów (Litouws: Pilypavas) is een dorp in het Poolse woiwodschap Podlachië, in het district Suwalski. De plaats maakt deel uit van de gemeente Filipów en telt 1814 inwoners.